# آقامحمدلی (ایمیشلی)
آقامحمدلی (به ترکی آذربایجانی: Ağaməmmədli) یک منطقه مسکونی در جمهوری آذربایجان است که در شهرستان ایمیشلی واقع شده است. آقامحمدلی ۱۰۶۰ نفر جمعیت دارد.